# 森巴格乌帕齐拉
森巴格是孟加拉国的一个乌帕齐拉，位于吉大港专区的诺阿卡利县，该地总面积为155.83平方（60.2平方英里）。

## 人口
1991年孟加拉国人口普查数据显示，该乌帕齐拉共有户数38067，总人口216309。其中，男性占比48.24%、女性51.76%；成年（含18岁）人口100117。其居民7岁以上人口之平均识字率为43.5%。